# Élections municipales québécoises de 1986
Les élections municipales québécoises de 1986 sont les scrutins tenus le 9 novembre 1986 dans certaines municipalités du Québec. Elles permettent de déterminer les maires et/ou les conseillers de ces municipalités.
Les élections ont notamment lieu à Montréal, Cowansville et Longueuil.